# Karl Skoog

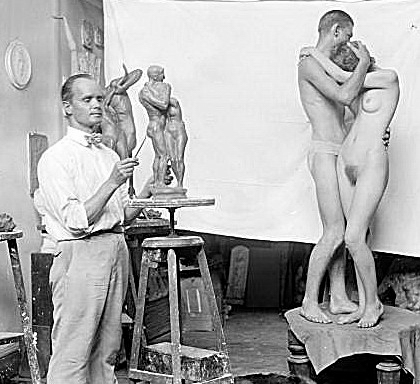
skulptören Karl Skoog under arbete i sin ateljé

Karl Fredrick Skoog (Frederick) , född 3 november 1878 i Väse, Värmland, död 4 juni 1933 i Worcester USA, var en svensk-amerikansk skulptör och medaljgravör.
Han var son till soldaten Anders Fredrik Setterström Skog och Anna Johnisdotter. 
Skoog studerade vid folkhögskola 1897-1898, Slöjdföreningens skola i Göteborgs 1901-1902 och arbetade därefter en kort tid som  stuckatör vid Junghänel & Richter i Göteborg innan han utvandrade till Amerika. Han fortsatte sina studier vid North Bennet Industrial School i Boston 1902-1907 och för Bella L Pratt vid School of Museum of Fine Art i Boston 1907-1910.
I Sverige hade han lärt sig träsnideri, men efter ankomsten till USA började han studera skulptur för framstående lärare i Boston. Förutom utställningar i USA genomförde han en utställning på Göteborgs konstmuseum 1924. Han tilldelades sex 1:a pris och 4 hedersomnämnanden vid utställningar i USA 1912-1921 och blev inbjuden att medverka i en utställning med Amerikas bästa konstnärer i Buffalo New Jersey. Han medverkade regelbundet i de svensk-amerikanska utställningarna i Chicago 
Han blev uppskattad som skulptör och har skapat bland annat Perry Sisters monument i Malden, Soldatmonumenten över amerikanska soldater fallna under första världskriget i Cambridge, Massachusetts, och i Cromwell, Connecticut, bronsportalerna för frimurartemplet i Goshen, Indiana, paneldekorationerna på Empire Theatre i Springfield, minnesrelief, bestående av åtta figurer, i John Morton Memorial Museum i Philadelphia, minnesrelief av John A. Powers i Malden, minnesrelief A. N. Pierson i Cromwell, Ödets mästare grupp om 7 figurer till John Morton Memorial Building i Philadelphia, Jättens sista strid grupp om 4 figurer till State Capitol Topeka i Kansas, byst av John Ericsson i Brookton Massachusetts och en byst av professorn Albert Bushnell Hart vid Harvard University samt en byst över August Strindberg för biblioteket i Waltham ocht reliefer samt medaljer.
Skoog är representerad vid American Numismatic Society i New York, Vanderpools Memorial Collection i Chicago och Swedish Historical Museum i Philadelphia. 
Han avled i sviterna efter en lunginflammation.